# Équipe de Suisse masculine de water-polo
L'équipe nationale masculine suisse de water-polo est la sélection nationale représentant la Suisse dans les compétitions internationales de water-polo.

## Participations aux Jeux olympiques
La Suisse a participé à cinq éditions des Jeux olympiques.
- 1920 : 11e
- 1924 : 12e
- 1928 : 12e
- 1936 : 12e
- 1948 : 14e